# القلعة (فلم 2017)
القلعة (بالكورية: 남한산성) هو فيلم درامي تاريخي كوري جنوبي لعام 2017، من إخراج هوانغ دونغ هيوك، وبطولة لي بيونغ هون وكيم يون-سوك، وهو مقتبس من رواية Namhansanseong لكيم هون.

## روابط خارجية
- مقالات تستعمل روابط فنية بلا صلة مع ويكي بيانات